# Коваловец
Коваловець (словац. Koválovec) — село, громада округу Скалиця, Трнавський край. Кадастрова площа громади — 8.49 км².
Населення 151 особа (станом на 31 грудня 2020 року).

## Географія
Протікає Коваловецький потік.

## Історія
Коваловец згадується 1394 року.

## Населення
| Рік:            | 1994. | 2004.   | 2014.   | 2024.   |
| --------------- | ----- | ------- | ------- | ------- |
| Кількість осіб: | 139   | 136     | 136     | 141     |
| Різниця:        |       | -2,15 % | -1,42 % | +3,67 % |

| Рік:            | 2023. | 2024.   |
| --------------- | ----- | ------- |
| Кількість осіб: | 143   | 141     |
| Різниця:        |       | -1,39 % |